# Kinh tế Sài Gòn (tạp chí)
Tạp chí Kinh tế Sài Gòn (tên tiếng Anh: Saigon Times Group) là một tập đoàn truyền thông đa phương tiện được thành lập vào ngày 4 tháng 1 năm 1991. Tổ chức cung cấp đa dạng nội dung thông tin bao gồm podcast, tin tức, video và các bài báo tạp chí về hàng loạt vấn đề xã hội, thương mại, kinh tế, đầu tư.
Năm 2021, theo quyết định số 1242/QĐ-UBND, Tạp chí Kinh tế Sài Gòn đặt dưới sự quản lý của Ủy ban nhân dân Thành phố Hồ Chí Minh trên cơ sở tổ chức lại Thời báo Kinh tế Sài Gòn thuộc Sở Công Thương thành phố. Một năm sau, trong giai đoạn đại dịch COVID-19 bùng nổ trên toàn thế giới, Saigon Times Group đã phối hợp cùng Agribank trao 34 suất học bổng cho những học sinh có hoàn cảnh khó khăn, mất người thân do đại dịch ở quận 5 và quận 8. Đến năm 2024, nhân kỷ niệm 16 năm ra mắt phiên bản tin tức điện tử, tạp chí đã cập nhật giao diện mới với một số cải tiến về nội dung và thêm vào hình thức trợ lý ảo hỗ trợ người dùng tìm kiếm thông tin.
Ngoài lĩnh vực xuất bản truyền thông, tạp chí còn sáng lập sự kiện "Saigon Times CSR" nhằm mục đích tôn vinh các đơn vị đã có những đóng góp tích cực cho cộng đồng, môi trường và cuộc sống của người dân Việt Nam thông qua các hoạt động trách nhiệm xã hội.